# Dai Dark
Dai Dark (大ダーク?, Dai Dāku, lett. "Il grande Dark") è un manga scritto e disegnato da Q Hayashida. È pubblicato sulla rivista mensile Monthly Shōnen Sunday di Shōgakukan dal marzo 2019. Il 28 ottobre 2021 è uscito il primo volume dell'edizione italiana a cura di Panini Comics.

## Trama
Zaha Sanko è un alieno dell'oscurità famoso in tutto l'universo come il "tesoro più prezioso dello spazio", perché si dice che chiunque riesca a impossessarsi delle sue ossa possa esaudire qualsiasi desiderio. Il ragazzo per questo vive continuando a lottare e fuggire, aiutato soltanto dal compagno robot Abakian, capace di trasformarsi in uno zaino che Zaha porta sulle spalle, detto "sacca dell'oscurità". Il suo obiettivo è trovare chi offre desideri per le sue ossa, così da ucciderlo e poter vivere finalmente in pace.

## Pubblicazione
Dai Dark, scritto e disegnato da Q Hayashida, viene serializzato dal 12 marzo 2019 sulla rivista Monthly Shōnen Sunday edita da Shōgakukan. I capitoli vengono raccolti in volumi tankōbon dal 12 novembre 2019.
In Italia la serie è stata annunciata durante il Lucca Comics & Games 2021 da Panini Comics che la pubblica sotto l'etichetta Planet Manga dal 28 ottobre 2021.

### Volumi
| 1 | 12 novembre 2019 | ISBN 978-4-09-129486-9 | 28 ottobre 2021   | ISBN 978-88-287-6316-1 |
| 1 | Capitoli - Bone 1. Uomo sanguinolento alla deriva (血だるま漂流者?, Chi daruma hyōryū-sha) - Bone 2. La follia della scure infuocata (火だるまマッドアックス?, Hi daruma maddoakkusu) - Bone 3. Scuola galattica (銀河スクールデイズ?, Ginga Sukūru Deizu) - Bone 4. Ti ammazzo di brutto (殺すんデス?, Korosun desu) - Bone 5. Terrore di tenebra (怖いくらいの闇の中?, Kowai kurai no yami no naka) - Bone 6. Hateful Four (ヘイトフル・フォー?, Heitofuru Fō) - Bonus Bone 1. |                        |                   |                        |
| 2 | 12 agosto 2020 | ISBN 978-4-09-850215-8 | 23 dicembre 2021  | ISBN 978-88-287-6467-0 |
| 2 | Capitoli - Bone 7. Cronache di una giornata di shopping in incognito da Marutech-ya (マルテクヤマル秘買い物紀行?, Marutekuyamaru hi kaimono kikō) - Bone 8. La riunione di gabinetto delle calamità (害悪たちのトイレ会議?, Gaiaku-tachi no toire kaigi) - Bone 9. Super Damemaru Show (てんでダメ丸ショー?, Tende Damemaru Shō) - Bone 10. L'avventura avventurosa del Koboku (コボク・アドベンチャー?, Koboku Adobenchā) - Bone 11. Meet Meat — Incontro random con dei pezzi di carne (肉片・遭遇(ミート・ミート)?, Mīto mīto) - Bone 12. Ragazzo nel delirio totale (バーサクボーイ?, Bāsaku Bōi) - Bonus Bone 2. |                        |                   |                        |
| 3 | 12 aprile 2021 | ISBN 978-4-09-850496-1 | 3 marzo 2022      | ISBN 978-88-287-6545-5 |
| 3 | Capitoli - Bone 13. Inside Lighthead (インサイド・ライトヘッド?, Insaido Raito Heddo) - Bone 14. Lighthead Darkside (ライトヘッド・ダークサイド?, Raito Heddo Dāku Saido) - Bone 15. Damemaru How Much? (ダメ丸ハウマッチ?, Damemaru Hau Matchi) - Bone 16. Dark Restyling (暗黒しっくり模様替え?, Ankoku shikkuri moyōgae) - Bone 17. Dolore lancinante (チック痛っく?, Chikku itakku) - Bone 18. Damemaru Complex (ダメコンプレックス?, Dame Konpurekkusu) - Bonus Bone 3. |                        |                   |                        |
| 4 | 12 novembre 2021 | ISBN 978-4-09-850799-3 | 28 aprile 2022    | ISBN 978-88-287-6616-2 |
| 4 | Capitoli - Bone 19. Made in luce (メイド・イン・光?, Meido in hikari) - Bone 20. The Core (ザ・核?, Za Koa) - Bone 21. Cielo, terra e l'uomo dal nucleo lucente (空と大地と光核人間?, Sora to daichi to hikari kaku ningen) - Bone 22. Nyu hyu hyu! Abbiamo la nuova piscina! (ニュヒュヒュ! プール開き!?, Nyu hyu hyu! Pūru-biraki!) - Bone 23. Fronte lucente (光る額?, Hikaru gaku) - Bone 24. My fair bagaglio 161 (マイ フェア ニーモツ?, Mai fea nīmotsu) - Bonus Bone 4. |                        |                   |                        |
| 5 | 10 agosto 2022 | ISBN 978-4-09-851251-5 | 2 marzo 2023      | ISBN 978-88-287-4219-7 |
| 5 | Capitoli - Bone 25. Part-time oscuro (闇アルバイター?, Yami Arubaitā) - Bone 26. Il grande cervello dell'appeso! (大！脳！ハングドマン?, Dai! Nō! Hangudoman) - Bone 27. Ricordi fra bugie e verità (根ほり葉ほりメモリー?, Nehorihahori Memorī) - Bone 28. Una nuova luce (新たなる光?, Aratanaru hikari) - Bone 29. Una prova di coraggio mortale (きもだめ死死死?, Ki mo dame shishishi) - Bone 30. Monte Tsurugi Day (Mt.ツルギ デイ?, Mt. Tsurugi Dei) - Bone Bonus Bone 5. |                        |                   |                        |
| 6 | 12 aprile 2023 | ISBN 978-4-09-852022-0 | 14 settembre 2023 | ISBN 978-88-287-4603-4 |
| 6 | Capitoli - Bone 31. (尖り狩り?, Togari gari) - Bone 32. (骨 ヘル三角柱?, Hone Heru sankakuchū) - Bone 33. (コンガリー悪?, Kongarī aku) - Bone 34. (無敵! ザハ死ま田?, Muteki! Zaha shi ma ta) - Bone 35. (愛と策謀の旅立ち?, Ai to sakubō no tabidachi) - Bone 36. (憎肉球?, Niku nikudama) - Bone 37. (骨騒動?, Hone sōdō) |                        |                   |                        |
| 7 | 12 gennaio 2024 | ISBN 978-4-09-853096-0 | 27 giugno 2024    | ISBN 978-88-287-8904-8 |
| 7 | Capitoli - Bone 38. (闇、光、グレーゾーン?, Yami, hikari, Gurē Zōn) - Bone 39. (ズズズズガラガラベッシャベシャ?, Zuzuzuzu garagara bessha besha) - Bone 40. (ゼリーナイトメア?, Zerī Naitomea) - Bone 41. (U・K・A?, Uka) - Bone 42. (14-11?) - Bone 43. (蛇仕事?, Hebi shigoto) - Bone 44. (これが、ダメまルーム?, Kore ga, Damema Rūmu) |                        |                   |                        |
| 8 | 11 ottobre 2024 | ISBN 978-4-09-853641-2 | 24 aprile 2025    | ISBN 979-12-21915-11-2 |
| 8 | Capitoli - Bone 45. (未開人はどこに消えたのか？?, Mikai hito wa doko ni kieta no ka?) - Bone 46. (弱弱擬態?, Yowa yowa gitai) - Bone 47. (黒色トレマーズ?, Kokushoku Toremāzu) - Bone 48. (ハラペコ一般男性?, Harapeko ippan dansei) - Bone 49. (アーマー on アーマー?, Āmā on Āmā) - Bone 50. (What's ダメ丸?, What's Damemaru) - Bone 51. (出逢いは闇の中?, Deai wa yami no naka) |                        |                   |                        |

#### Capitoli non ancora in formatotankōbon
I seguenti capitoli sono apparsi sulla rivista Monthly Shōnen Sunday in Giappone ma non ancora stati stampati in formato tankōbon.
Questa lista è suscettibile di variazioni e potrebbe essere incompleta o non aggiornata.

- Bone 52.  (暗黒食欲?, Ankoku shokuyoku)
- Bone 53.  (サンコがいっぱい?, Sanko ga ippai)
- Bone 54.  (邪邪ウマムスメ?, Jaja uma musume)
- Bone 55.  (いい旅闇気分?, Ī tabi yami kibun)
- Bone 56.  (ぼ〜ん・ニューボーン?, Bon Nyūbōn)
- Bone 57.  (瞳にご用心?, Hitomi ni goyōshin)
- Bone 58.  (ルーキーⅣ?, Rūkī Ⅳ)
- Bone 59.  (クラヤミ宅配便?, Kurayami takuhaibin)

## Accoglienza
Dai Dark si è classificato 7° nel Kono manga ga sugoi! di Takarajimasha nella lista dei migliori manga del 2021 per lettori di sesso maschile.